# Tamaulipas
Tamaulipas este unul din cele 31 de state  federale ale Mexicului. 